# Valleyita
La valleyita és un mineral de la classe dels òxids. Rep el nom en honor de John W. Valley (n. 1948, Massachusetts, EUA), professor de la Universitat de Wisconsin – Madison i antic president de la Mineralogical Society of America.

## Característiques
La valleyita és un òxid de fórmula química Ca₄Fe₆O13. Va ser aprovada com a espècie vàlida per l'Associació Mineralògica Internacional l'any 2017, sent publicada per primera vegada el 2019. Cristal·litza en el sistema isomètric.
L'exemplar que va servir per a determinar l'espècie, el que es coneix com a material tipus, es troba conservat a les col·leccions mineralògiques del museu de geologia de la Universitat de Wisconsin.

## Formació i jaciments
Va ser descoberta al complex volcànic de Menan, dins l'àrea de Rexburg, al comtat de Madison (Idaho, Estats Units). També ha estat descrita a Reno Junction, al comtat de Campbell (Wyoming, EUA). Aquests dos indrets són els únics de tot el planeta on ha estat descrita aquesta espècie mineral.